# Abraham Maslow
Abraham Harold Maslow (Brooklyn, Nova Iorque; 1 de abril de 1908 – Menlo Park, 8 de junho de 1970) foi um psicólogo americano, conhecido pela proposta Hierarquia de necessidades de Maslow. Maslow era o mais velho de sete irmãos, de uma família judia do Brooklyn, Nova Iorque, Trabalhou no MIT, fundando o centro de pesquisa National Laboratories for Group Dynamics.
A pesquisa mais famosa foi realizada em 1946, em Connecticut, numa área de conflitos entre as comunidades negra e judaica. Aqui, ele concluiu que reunir grupos de pessoas era uma das formas de expor as áreas de conflito. Estes grupos, denominados T-groups (o «T» significa training, ou seja, formação), tinham como teoria subjacente o facto de os padrões comportamentais terem que ser «descongelados» antes de serem alterados e depois «congelados» novamente — os T-groups eram uma forma de fazer com que isto acontecesse.
Schultz (2016, p. 338) nos conta: "Quando ele (Maslow) foi para Cornell University, sua primeira experiência com a área de psicologia o alienou quase completamente", e continua, "O curso para o qual se matriculou, dado por Titchenner era 'horrível e desanimador e não tinha nada a ver com pessoas, por isso, fiquei horrorizado e me afastei do curso' (Hoffman, 1988, p. 26)". Logo depois, Abraham Maslow se transferiu para a University of Wisconsis. Foi lá que ele encontrou uma abordagem diferente em psicologia, obtendo Ph.D. em 1934.

## Contribuição de Maslow para a psicologia

### A psicologia humanista
O enfoque da psicanálise no inconsciente e seu determinismo, e o enfoque na metodologia científica, pelo behaviorismo, foram as críticas mais fortes dos novos movimentos de Psicologia surgidos no meio do século XX. Na verdade o humanismo não é uma escola de pensamento, mas sim um aglomerado de diversas correntes teóricas. Em comum elas têm o enfoque humanizador do aparelho psíquico, em outras palavras elas focalizam no homem como detentor de liberdade, escolha, sempre no presente. Traz da filosofia fenomenológico existencial um extenso gabarito de ideias. Foi fundada por Abraham Maslow, porém a sua história começa muito tempo antes.
A Gestalt foi agregada ao humanismo pela sua visão holística do homem, sendo importante campo da Psicologia, na forma de Gestalt-terapia. Mas foi Carl Rogers, um psicanalista americano, um dos maiores exponenciais da obra humanista. Ele, depois de anos a finco praticando psicanálise, notou que seu estilo de terapia se diferenciara muito da terapia psicanalítica. Ele utilizava outros métodos, como a fala presa, com poucas intervenções, e o aspecto do sentimento, tanto do paciente, como do terapeuta. Deu-se conta de que o paciente era detentor de seu tratamento, portanto não era passivo, como passa a ideia de paciente, denominando então este como cliente. Era a terapia centrada no cliente ( ou na pessoa) Seus métodos foram usados nos mais vastos campos do conhecimento humano, como nas aulas centradas nos alunos, etc. Apresentou 3 conceitos, que seriam agregados posteriormente para toda a Psicologia. Estes eram a congruência (ser o que se sente, sem mentir para si e para os outros), a empatia (capacidade de sentir o que o outro quer dizer, e de entender seu sentimento), e a aceitação incondicional (aceitar o outro como este é, em seus defeitos, angústias, etc.). Erik Erikson, também psicanalista, trouxe seu estudo sobre as 8 fases psicossociais, em detrimento às quatro fases psicossexuais de Freud, onde todas as fases eram interdependentes, e não necessariamente determinam as fases posteriores; para ele o homem sempre irá se desenvolver, não parando na primeira infância. Viktor Frankl, com sua logoterapia, veio a acrescentar os aspectos da existência humana, e do sentido da vida, onde um homem, quando sente um este vazio de sentido na vida, busca auxílio pois não se sente confortável em viver sem sentido. Diz também que eventos muito fortes podem adiantar a busca pelo sentido da vida. Tais eventos podem criar desconforto, trauma intenso, mas podem criar um aspecto de fortaleza no indivíduo.

Maslow propôs uma hierarquia de necessidades.

Maslow trouxe, para a psicologia que havia fundado, estes autores, agregando, ainda seus estudos sobre a pirâmide de necessidades humanas. Para ele, as necessidades fisiológicas precisam ser saciadas para que se precise saciar as necessidades de segurança. Estas, se saciadas, abrem campo para as necessidades sociais, que se saciadas, abrem espaço para as necessidades de auto-estima. Se uma destas necessidades não está saciada, há a incongruência. Quando todas estiverem de acordo, abre-se espaço para a auto-realização, que é um aspecto de felicidade do indivíduo.

### Psicologia Transpessoal
Maslow estava insatisfeito com sua própria teoria, dizendo que lhe faltava o fato de o homem ser um ser espiritualizado e transcendental em seu tempo. Para ele, a espiritualidade e as características da consciência alterada eram importantes, em concordância com a teoria de Stanislav Grof. Criou então, com ajuda de outros psicólogos, uma teoria que era abrangente nesse aspecto. Incorporou ideias de Carl G. Jung, que era um estudioso dos aspectos transcendentais da consciência, na Psicologia transpessoal. Este fala de vários níveis de consciência, que vão do mais obscuro, a sombra, até o mais alto grau de consciência, a transpessoal. Por ter seu foro na consciência e seus aspectos, a psicologia transpessoal foi também chamada de psicologia da consciência. Seu estudo é recente e traz características que necessitam de um aprofundamento maior.

## Publicações
- "A Theory of Human Motivation" (orig. pub. Psychological Review, 1943, Vol. 50 #4, pp. 370–396).
- Motivation and Personality (1a. ed.: 1954, 2o. ed.: 1970, 3o. ed. 1987)
- Religions, Values, and Peak Experiences, Columbus, Ohio: Ohio State University Press, 1964.
- Eupsychian Management, 1965; republ. como Maslow on Management, 1998
- The Psychology of Science: A Reconnaissance, New York: Harper & Row, 1966; Chapel Hill: Maurice Bassett, 2002.
- Toward a Psychology of Being, (1a. ed., 1962; 2a. ed., 1968)
- The Farther Reaches of Human Nature, 1971
- Future Visions: The Unpublished Papers of Abraham Maslow - E. L. Hoffman (editor) 1996
- Personality and Growth: A Humanistic Psychologist in the Classroom, Anna Maria, FL: Maurice Bassett, 2019.